# Schloss Großpoppen
Das Schloss Großpoppen war ein Schloss in Großpoppen in Niederösterreich und liegt heute am Gelände des Truppenübungsplatz Allentsteig.
Das Schloss wurde ab 1938, als die Aussiedlung von Großpoppen für die Anlage des Truppenübungsplatzes Döllersheim (heute Truppenübungsplatz Allentsteig) erfolgte, dem Verfall preisgegeben. Heute stehen von dem Schloss nur noch die Grundmauern.
Das Schloss Großpoppen ist in der Österreichischen Kunsttopographie beschrieben.

## Geschichte
Schloss Großpoppen entwickelte sich aus einem Rittersitz, der bereits im 12. Jahrhundert bestand. Nach zahlreichen Besitzerwechseln erwarb Joachim Freiherr von Windhag 1656 das Gut und ließ den 1620 abgebrannten, oberen Stock und das Dach neu aufbauen. Außerdem wurde ein neuer Turm mit Glocke und Uhr errichtet. Nachdem seine Tochter als sein einziges Kind ins Kloster gegangen war, wurde das Gut 1675 in die Windhagsche Stipendiatsstiftung umgewandelt. 1876 wurde das Schloss an einen Privatmann verkauft.
Ab 1960 wurden Schloss und Kirche bei Schießübungen des Österreichischen Bundesheeres gezielt unter Beschuss genommen und zerstört.

## Beschreibung
Laut Georg Matthäus Vischer aus dem Jahr 1672 und der Topographia Windhagiana aus dem Jahr 1673 war Schloss Großpoppen ein dreigeschoßiges Bauwerk mit einem fünfgeschoßigen Turm über dem Einfahrtstor an der Nordseite.
Die österreichische Kunsttopographie aus dem Jahr 1911 beschreibt Schloss Großpoppen als einfachen zweistöckigen Bau, der einen viereckigen Hof umschloss und einen vorgelegten und verkürzten Torturm mit Giebeldach hatte.
An das Schloss war die Pfarrkirche von Großpoppen angebaut.